# Gyrna me sto khtes
Gyrna me sto khtes (en griego Γύρνα με στο χτες, «Llévame de vuelta al ayer») es el cuarto sencillo del álbum Gyro apó t'óneiro de la cantante griega Helena Paparizou. La versión original de la canción, la que está incluida en el álbum, es una balada con la duración de 4:23 minutos. Para el lanzamiento de la canción como cuarto sencillo, se decidió hacer un remix el cual vio la luz el día 7 de octubre de 2010, aunque comenzó a aparecer en listas musicales como sencillo el día del lanzamiento del videoclip, el 23 de noviembre de 2010, un mes y medio después.

## Composición
La canción Gyrna me sto khtes es una balada pop, escrita y producida por Giorgos Sabanis con la letra escrita por Yannis Doxas y Vrhalai Eleana. Para el lanzamiento de la canción se realizó un remix oficial producido por el dúo Don-K, integrado por el compositor griego Toni Mauridis, quien también es el mánager y novio de Helena, y por el compositor sueco Niclas Olausson. 
La canción original es una canción lenta compuesta por piano, instrumentos de cuerda como violas y cellos. En cambio el remix, acelera el tempo e introduce una perfecta mezcla entre sonidos de tipo roquero, como puede ser la guitarra eléctrica, unidos a sonidos electrónicos realizados con sintetizadores. El remix es de corte dance.

## Lanzamiento
El 7 de octubre de 2010 se colgó en internet la canción en versión remix, de la que tantos rumores se habían escuchao. El día 29 de octubre el remix, con el sobrenombre All around the dream, fue lanzado como descarga digital. Esta descarga estaba aparte del álbum con una nueva imagen de Helena Paparizou, como si de otro disco se tratara. La canción a los pocos días comenzó a entrar en listas ascendiendo puesto hasta llegar a los puestos más altos, entre los cinco primeros en casa todas las cadenas de música griegas.
- Datos: Q3768633